# Deutsche Volksliste

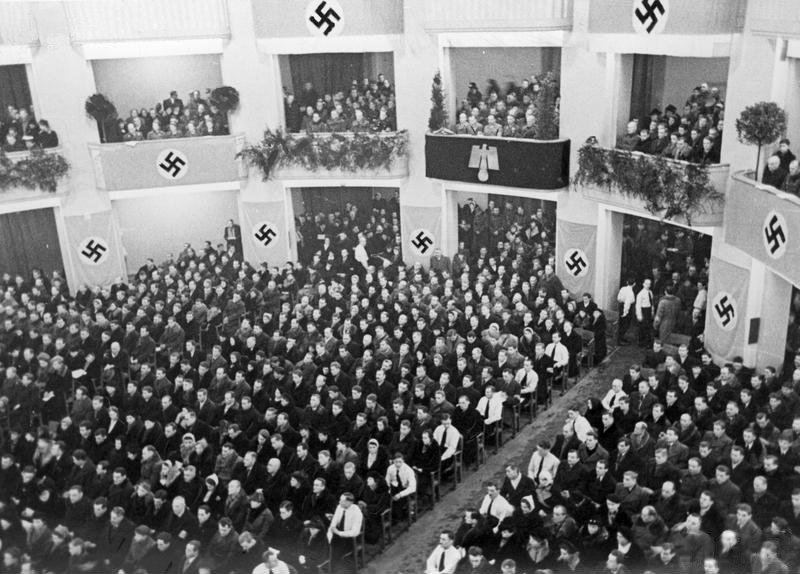
Meeting Volksdeutsche à Varsovie occupée en 1940.

La Deutsche Volksliste (liste populaire allemande) était une institution du parti nazi qui visait à classer les habitants des territoires occupés par les nazis (1939-1945) en catégories de désirabilité selon des critères systématisés par le Reichsführer-SS Heinrich Himmler. L'institution est originaire de la Pologne occidentale occupée. Des dispositifs similaires se sont ensuite développés en France occupée (1940-1944) et dans le Reichskommissariat Ukraine (1941-1944).
Les Volksdeutsche (Allemands ethniques) était en tête de liste en tant que catégorie. Ils comprenaient des personnes sans nationalité allemande mais d'ascendance allemande vivant hors d'Allemagne (contrairement aux expatriés allemands). Bien que Volksdeutsche ne détenait pas la citoyenneté allemande, le renforcement et le développement des communautés ethniques allemandes dans toute l'Europe du centre-est faisaient partie intégrante de la vision nazie de la création de la Grande Allemagne (Großdeutschland). Dans certaines régions, comme la Roumanie, la Croatie et la Yougoslavie/Serbie, les Allemands de souche étaient légalement reconnus dans la législation en tant que groupes privilégiés.